# Hushakert
Hushakert (en arménien Հուշակերտ ; jusqu'en 1968 Shah-Varut) est une communauté rurale du marz d'Armavir, en Arménie. Elle compte 1 046 habitants en 2009.

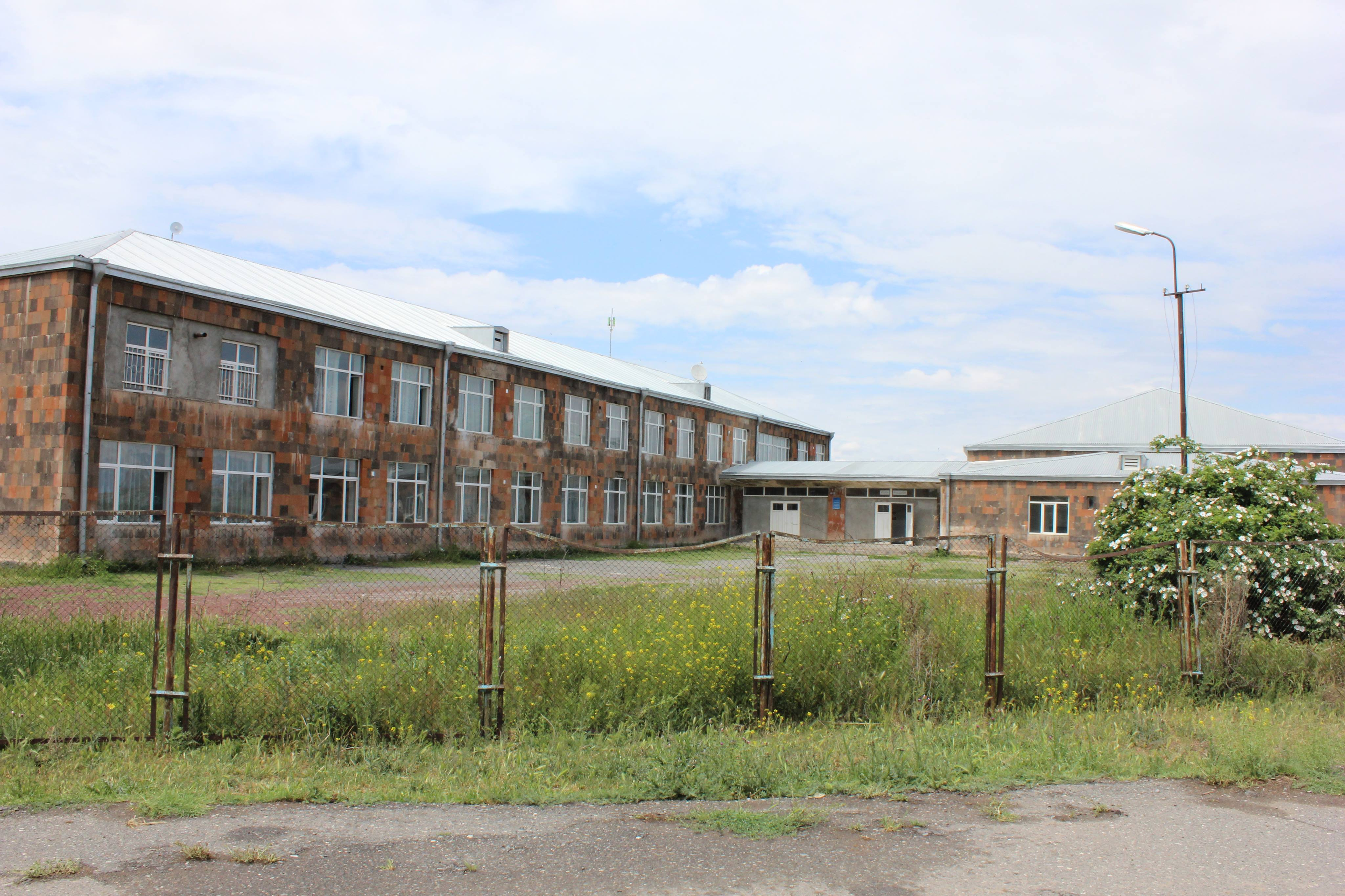
École de Hushakert.